# Vik, Helsingfors

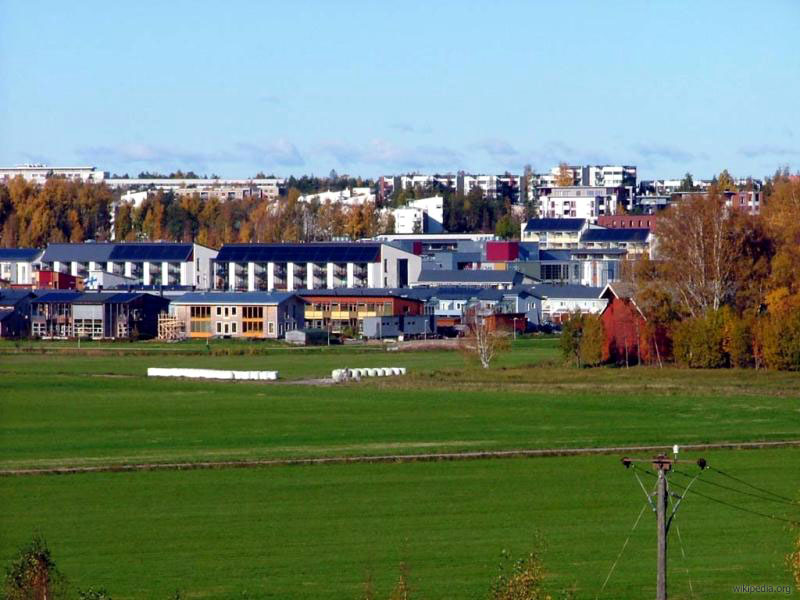
Ladugårdens bostadsområde och omgivande åkrar i Vik

Vik (finska: Viikki), stadsdel i Helsingfors stad. Delområden är Viksstranden, Ladugården, Viks forskarpark och Viksbacka.